# ملعب أروهيد
هو ملعب يقع في مدينة كانزاس سيتي، ميزوري، وهو ملعب فريق كانساس سيتي تشيفس المنافس في دوري كرة القدم الأمريكية. ويشار إلى الملعب باسم «بيت التشيفس» في بداية كل مباراة خلال غناء النشيد الوطني الأمريكي. . ويعتبر رقم 27 بترتيب أكبر الملاعب في أمريكا الشمالية ورابع أكبر ملعب في دوري كرة القدم الأميركية من حيث عدد المقاعد، فقط خلف ملعب دالاس كاوبويز وملعب ميتلايف، وحقل فيديكس. ولذلك يعتبر الملعب أكبر منشأة رياضية، من حيث الإستيعاب والقدرات، في ولاية ميسوري. تم تجديد وترميم الملعب بكلفة 375 مليون دولار أمريكي من الملعب في عام 2010.

## صور من الملعب

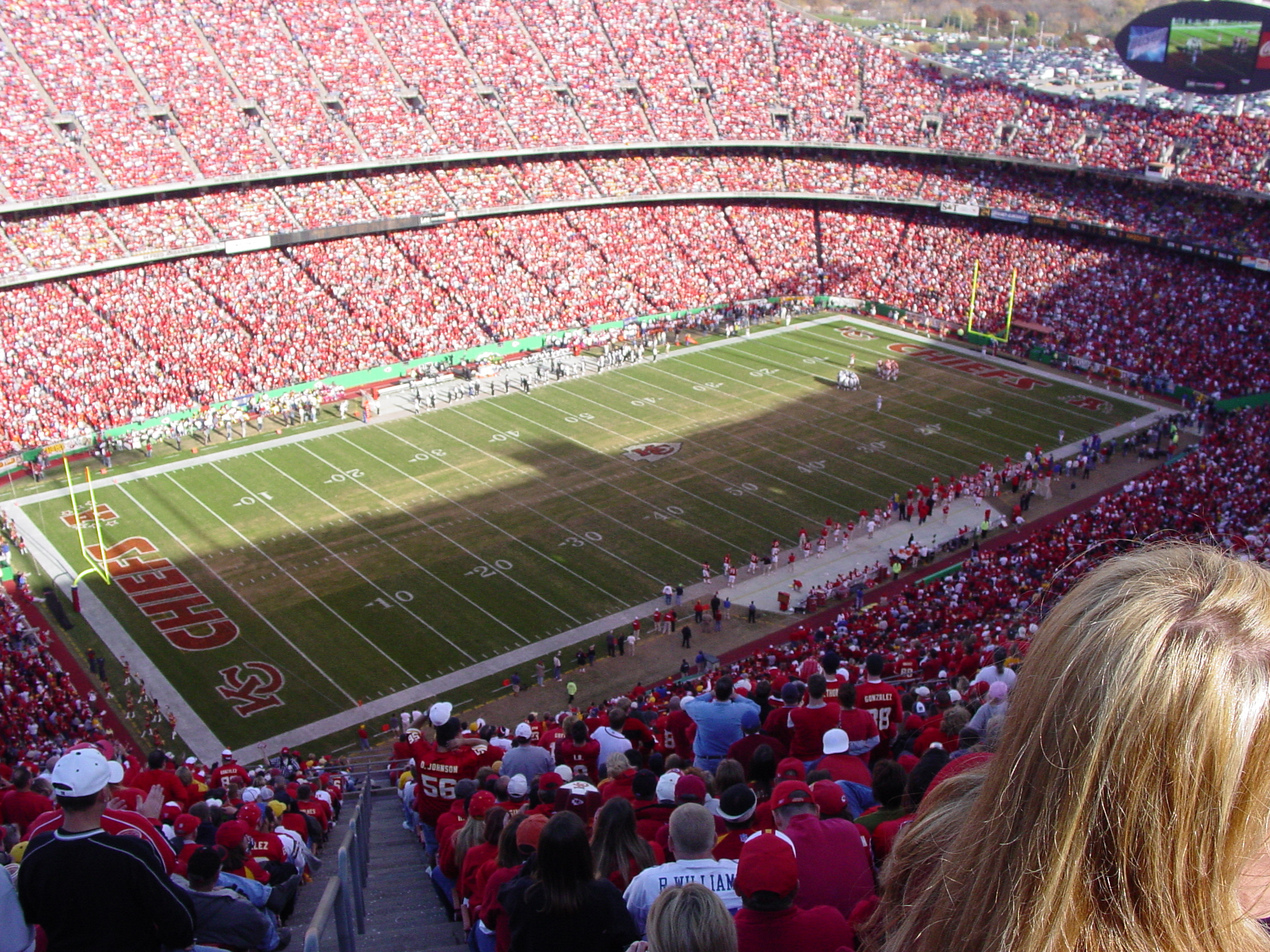
ملعب اروهيد ممتلئ عن أخره بجماهير نادي كانساس سيتي تشيفس.
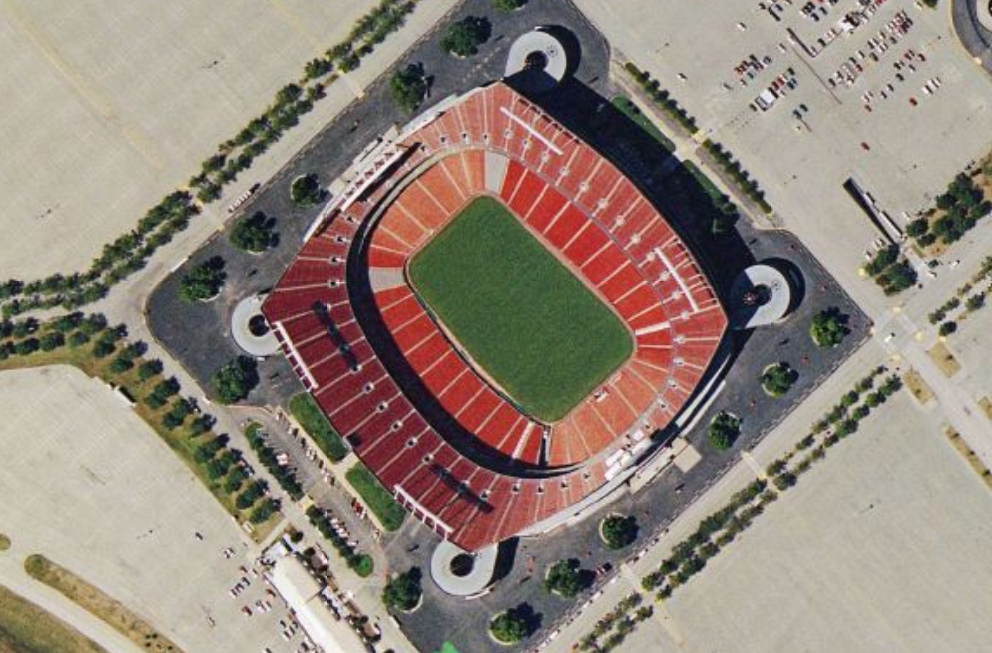
صورة للملعب ملتقطة من الأقمار الصناعية.
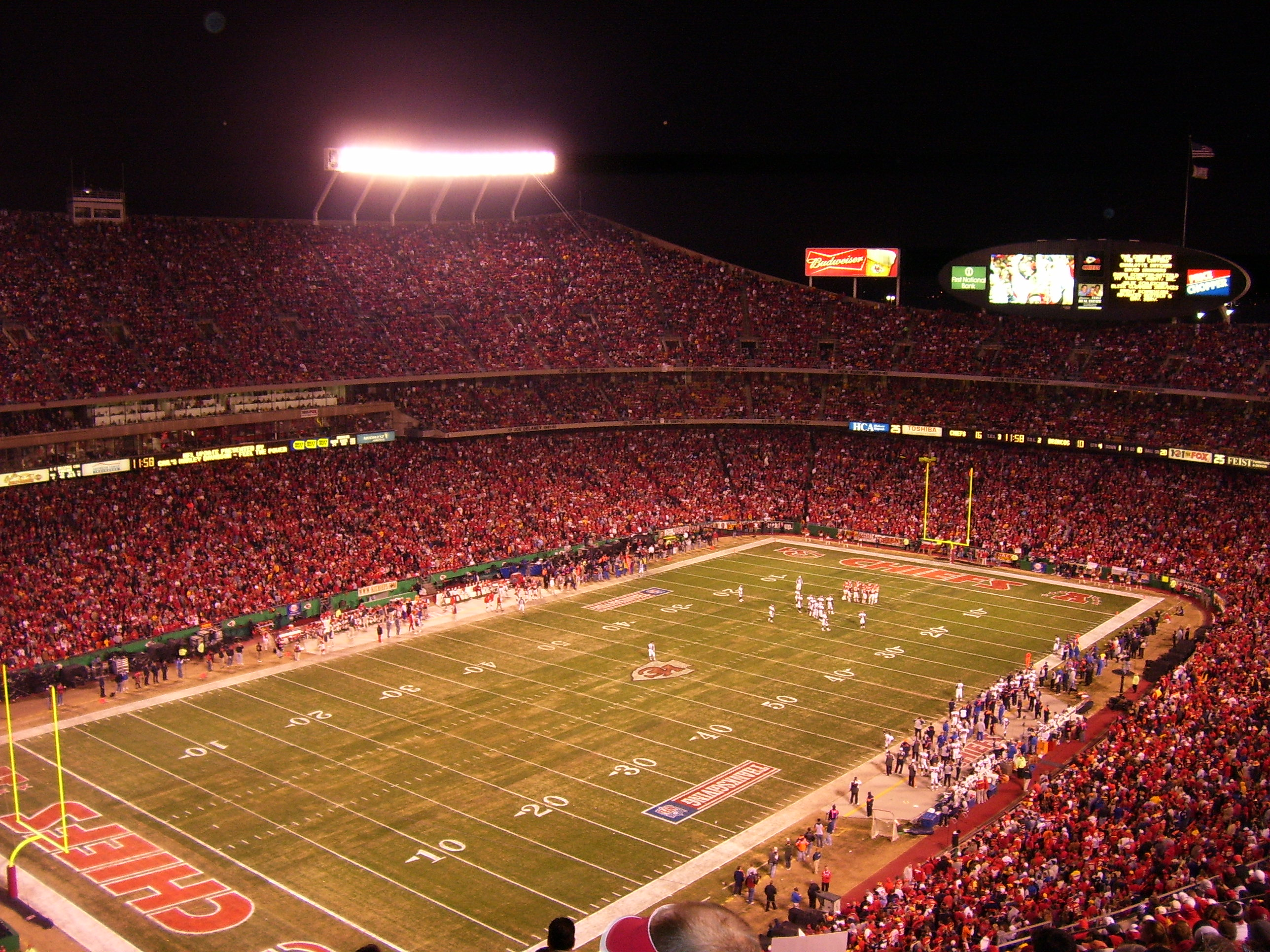
ملعب اروهيد ليلاً من الداخل.
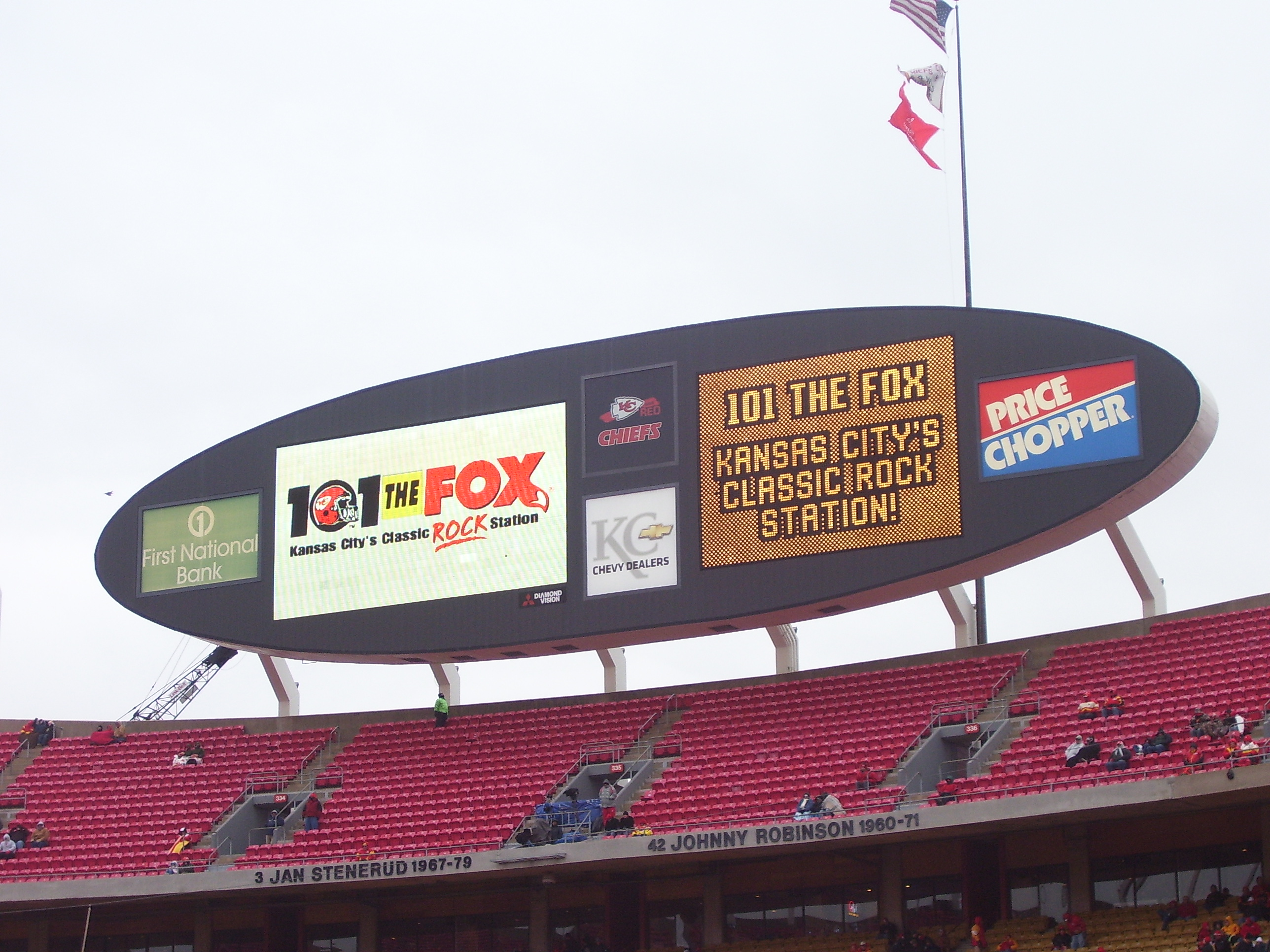
شاشة الملعب.
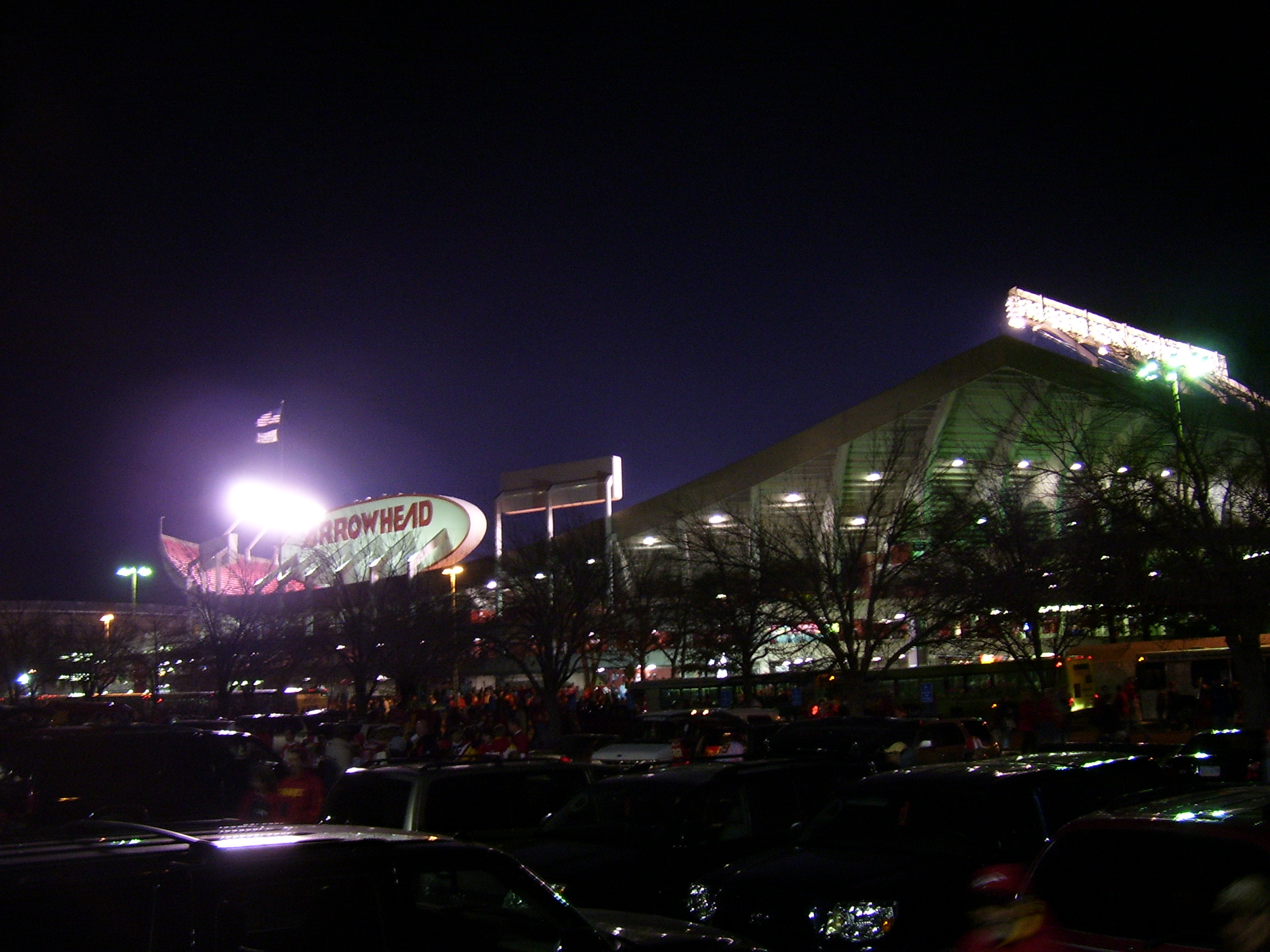
من الخارج.